# Miñide
Miñide es una aldea española situada en la parroquia de Vilar de Cuiña, del municipio de Fonsagrada, en la provincia de Lugo, Galicia.

## Localización
Está situada a 3 kilómetros del núcleo principal de la parroquia, Vilar de Cuiña, y a 17 de la capital del municipio, Fonsagrada.

## Geografía
La aldea es atravesada por la carretera LU-721, que comunica Fonsagrada con Asturias, bordeando el Río Navia en su tramo final. Consta de 12 casas y actualmente residen en ella, de manera habitual, 7 personas. 

## Demografía
| Gráfica de evolución demográfica de Miñide entre 2000 y 2019 |
|                                                              |
| Datos según el nomenclátor publicado por el INE.             |

## Economía
En el pasado, la actividad económica de Miñide se basaba principalmente en la agricultura y la ganadería, siendo lo más común el cultivo del trigo, el centeno y el maíz. En la ganadería, destacaba la crianza vacas y ovejas (para la producción de leche y lana) y de cerdos. En el caso de este último era de gran tradición la fiesta de la Matanza (muy común en las aldeas rurales gallegas), realizada entre los meses de octubre y noviembre. En la actualidad, la anecdótica agricultura y ganadería que subsiste se mantiene sólo para consumo propio de las familias. 

## Patrimonio
En la aldea podemos encontrar tres hórreos de estilo asturiano con techo de pizarra y, hasta hace unos años, un bien conservado hórreo asturiano de planta redonda con techo de paja, que fue destruido. Asimismo, destaca también la fuente de la aldea, con zona central de caños y dos retenes de agua independientes, usados en el pasado para dar de beber a los animales y realizar el lavado de la ropa.